# Ларссон, Магнус
Магнус Ларссон (швед. Magnus Larsson; род. 25 марта 1970, Улувстрём, Блекинге) — шведский теннисист. Обладатель Кубка Большого шлема 1994 года и финалист Открытого чемпионата Франции в парном разряде 1995 года; обладатель Кубка Дэвиса 1994 и 1997 годов и командного Кубка мира 1995 года в составе сборной Швеции.

## Спортивная карьера

### Начало карьеры
Магнус Ларссон провёл свои первые матчи в профессиональном теннисном турнире в середине 1988 года в шведском Бостаде, где сразу сумел выйти во второй круг и в одиночном, и в парном разрядах. В августе 1989 года в Пескаре (Италия) он впервые в карьере вышел в финал турнира класса ATP Challenger, а в сентябре, также в Италии, выиграл свои первые «челленджеры» в одиночном разряде и в парах.
В 1990 году во Флоренции Ларссон выиграл свой первый турнир АТР, в четвертьфинале обыграв двадцатую ракетку мира Переса-Рольдана. Год он закончил в числе ста лучших теннисистов мира. На следующий год он выиграл свой первый турнир АТР и в парном разряде, также во Флоренции. В одиночном разряде его главным достижением в этом сезоне стала победа на турнире серии ATP Мастерс в Монте-Карло над первой ракеткой мира Стефаном Эдбергом.

### Пик карьеры: 1992—1995
Весной 1992 года Ларссон выиграл два турнира АТР в одиночном разряде и один в парах. На турнире в Мюнхене он последовательно победил пятую ракетку мира Михаэля Штиха и девятую — Петра Корду. За первую половину сезона он победил Корду также в турнире в Монте-Карло, а десятую ракетку мира Карлоса Косту — на Уимблдоне. Завоевав право на участие в Олимпийских играх в Барселоне, он победил во втором круге ещё одного игрока первой десятки, Ги Форже, но в третьем круге проиграл хозяину соревнований Эмилио Санчесу. В сентябре он провёл свою первую игру за сборную Швеции и одержал единственную победу (над Джимом Курье) в полуфинале со сборной США, который шведы проиграли 4-1. На следующий год он почти не выступал в парах, сыграв только в турнире АТР в Копенгагене и дойдя там до полуфинала. В одиночном разряде его лучшим достижением стал выход в четвертьфинал Открытого чемпионата США, по пути в который он победил Бориса Беккера, четвёртого в мире на тот момент. Он также дошёл до полуфинала в Копенгагене и Бостаде, сохранив за собой место в числе 50 лучших теннисистов мира.
1994 год стал в одиночной карьере Ларссона наиболее удачным. За год он дошёл до финала пяти турниров, из которых выиграл три. Последняя победа была одержана в одном из самых престижных соревнований сезона — Кубке Большого шлема, в котором участвовали теннисисты, показавшие лучшие результаты в турнирах Большого шлема за этот год. Право на участие в этом итоговом турнире он получил, когда дошёл до полуфинала Открытого чемпионата Франции, обыграв по пути девятую ракетку мира Тодда Мартина. На самом Кубке Большого шлема Ларссон последовательно выиграл у Эдберга, Андре Агасси, Мартина и Пита Сампраса. Он также победил Мартина в полуфинальном матче Кубка Дэвиса, а в финальном матче со сборной России выиграл обе своих встречи, внеся важный вклад в общую победу шведов. В парах он также выступал успешно, выиграв с Никласом Култи самый значительный турнир в своей парной карьере, Monte-Carlo Open, и дойдя до полуфинала Открытого чемпионата США, по пути к которому они с Култи победили лучшую пару мира, Байрона Блэка и Джонатана Старка. Ларссон закончил этот сезон на 19-м месте в рейтинге в одиночном разряде и на 29-м месте среди игроков в парах.
В первой половине 1995 года Ларссон достиг высших для себя позиций как в одиночном разряде (где он вошёл в десятку сильнейших после выхода в финал турнира серии ATP Championship в Барселоне), так и в парах (после победы на турнире в Дохе). В парах он также дошёл до полуфинала в Барселоне, а потом, снова с Култи, до финала Открытого чемпионата Франции, опять победив по пути Блэка и Старка, а в финале уступив второй паре мира Паулю Хархёйсу и Якко Элтингу. Весной в составе шведской команды он завоевал командный Кубок мира. После Открытого чемпионата Франции, однако, он пропустил почти весь остаток сезона, вернувшись на корт только в конце октября.

### Окончание карьеры
Выйдя за 1996 год только однажды в финал турнира АТР (в Тулузе) и ничего не показав в турнирах Большого шлема, Ларссон вернулся в форму в 1997 году. В этом году он дважды дошёл до финала в турнирах пар и один из них (в Марселе) выиграл. Он также дошёл до четвертьфинала Открытого чемпионата США в одиночном разряде и трижды за год победил первую ракетку мира, Пита Сампраса. Последнюю победу над Сампрасом он одержал в финале Кубка Дэвиса, который шведы выиграли у американцев со счётом 5-0. В этом матче он выиграл также у Майкла Чанга.
В 1998 году Ларссон один раз дошёл до финала турнира в одиночном разряде и выиграл один турнир в парах. Лучшим его достижением в турнирах Большого шлема стал третий в карьере четвертьфинал Открытого чемпионата США в одиночном разряде; в третьем круге этого турнира он победил Марсело Риоса, второго в мировом рейтинге. Он также провёл две игры за сборную, дошедшую в итоге до финала Кубка Дэвиса, но в финальном матче не участвовал: в ноябре он лёг на операцию с разорванными связками правой кисти и начало следующего сезона пропустил.
Ближе к концу 1999 года он впервые за долгое время выбыл из первой сотни рейтинга и вернулся в неё только в ноябре. В 2000 году в Мемфисе он выиграл свой первый турнир АТР в одиночном разряде за шесть лет, но всю вторую половину этого сезона и первые четыре месяца 2001 года пропустил из-за травмы колена. Он продолжал выступать ещё почти два года, в том числе в парах за сборную Швеции, но на индивидуальном уровне ему удалось только выиграть «челленджер» в Гамбурге в начале 2003 года. Свои последние матчи в ранге профессионала он провёл в феврале 2003 года и в апреле объявил об окончании карьеры. Позже он вернулся на корт в рамках соревнований ветеранов, в 2006 году заняв пятое место в рейтинге среди ветеранов.

## Позиция в рейтинге в конце сезона
| Год  | Одиночный разряд | Парный разряд |
| ---- | ---------------- | ------------- |
| 2003 | 507              | 621           |
| 2002 | 152              | 433           |
| 2001 | 136              | 1263          |
| 2000 | 75               | 405           |
| 1999 | 96               | 514           |
| 1998 | 43               | 326           |
| 1997 | 25               | 166           |
| 1996 | 46               | 442           |
| 1995 | 17               | 66            |
| 1994 | 19               | 39            |
| 1993 | 39               | 497           |
| 1992 | 34               | 211           |
| 1991 | 61               | 240           |
| 1990 | 56               | 243           |
| 1989 | 145              | 177           |

## Участие в финалах турниров за карьеру (26)
| Легенда                              |
| ------------------------------------ |
| Большой шлем (1)                     |
| Кубок Большого шлема (1)             |
| АТP Мастерс (1)                      |
| ATP Championship Series/ATP Gold (1) |
| ATP-тур (19)                         |

### Одиночный разряд (15)

#### Победы (7)
| №  | Дата        | Турнир                                     | Покрытие | Соперник в финале | Счёт в финале        |
| -- | ----------- | ------------------------------------------ | -------- | ----------------- | -------------------- |
| 1. | 11 июн 1990 | Флоренция, Италия                          | Грунт    | Лосон Данкан      | 6-7, 7-5, 6-0        |
| 2. | 2 мар 1992  | Копенгаген, Дания                          | Ковёр    | Андерс Яррид      | 6-4, 7-65            |
| 3. | 27 апр 1992 | BMW Open, Мюнхен, Германия                 | Грунт    | Петр Корда        | 6-4, 4-6, 6-1        |
| 4. | 7 мар 1994  | Сарагоса, Испания                          | Ковёр    | Ларс Реман        | 6-4, 6-4             |
| 5. | 3 окт 1994  | Тулуза, Франция                            | Хард (i) | Джаред Палмер     | 6-1, 6-3             |
| 6. | 6 дек 1994  | Кубок Большого шлема, Мюнхен               | Ковёр    | Пит Сампрас       | 7-66, 4-6, 7-65, 6-4 |
| 7. | 14 фев 2000 | Kroger St. Jude International, Мемфис, США | Хард (i) | Байрон Блэк       | 6-2, 1-6, 6-3        |

#### Поражения (8)
| №  | Дата        | Турнир                                                | Покрытие | Соперник в финале   | Счёт в финале |
| -- | ----------- | ----------------------------------------------------- | -------- | ------------------- | ------------- |
| 1. | 9 июл 1990  | Открытый чемпионат Швеции, Бостад                     | Грунт    | Ричард Фромберг     | 2-6, 6-7      |
| 2. | 13 июн 1994 | Gerry Weber Open, Халле, Германия                     | Трава    | Михаэль Штих        | 4-6, 6-4, 3-6 |
| 3. | 7 ноя 1994  | Чемпионат Европейского сообщества, Антверпен, Бельгия | Ковёр    | Пит Сампрас         | 6-75, 4-6     |
| 4. | 2 янв 1995  | Qatar ExxonMobil Open, Доха                           | Хард     | Стефан Эдберг       | 6-74, 1-6     |
| 5. | 10 апр 1995 | Open SEAT, Барселона, Испания                         | Грунт    | Томас Мустер        | 2-6, 1-6, 4-6 |
| 6. | 14 окт 1996 | Тулуза, Франция                                       | Хард (i) | Марк Филиппуссис    | 1-6, 7-5, 4-6 |
| 7. | 8 июн 1998  | Gerry Weber Open, Халле (2)                           | Трава    | Евгений Кафельников | 4-6, 4-6      |
| 8. | 28 фев 2000 | Копенгаген, Дания                                     | Хард (i) | Андреас Винсигерра  | 3-6, 6-75     |

### Парный разряд (8)

#### Победы (6)
| №  | Дата        | Турнир                            | Покрытие | Партнёр           | Соперники в финале                | Счёт в финале |
| -- | ----------- | --------------------------------- | -------- | ----------------- | --------------------------------- | ------------- |
| 1. | 10 июн 1991 | Флоренция, Италия                 | Грунт    | Ола Йонссон       | Хуан-Карлос Багена Карлос Коста   | 3-6, 6-1, 6-1 |
| 2. | 2 мар 1992  | Копенгаген, Дания                 | Ковёр    | Никлас Култи      | Хендрик-Ян Давидс Либор Пимек     | 6-3, 6-4      |
| 3. | 18 апр 1994 | Monte-Carlo Open, Монако          | Грунт    | Никлас Култи      | Даниэль Вацек Евгений Кафельников | 3-6, 7-6, 6-4 |
| 4. | 2 янв 1995  | Qatar ExxonMobil Open, Доха       | Хард     | Стефан Эдберг     | Андрей Ольховский Ян Симеринк     | 7-6, 6-2      |
| 5. | 10 фев 1997 | Open 13, Марсель, Франция         | Хард (i) | Томас Энквист     | Оливье Делатр Фабрис Санторо      | 6-3, 6-4      |
| 6. | 6 июл 1998  | Открытый чемпионат Швеции, Бостад | Грунт    | Магнус Густафссон | Лен Бейл Пит Норвал               | 6-4, 6-2      |

#### Поражения (2)
| №  | Дата        | Турнир                            | Покрытие | Партнёр           | Соперники в финале             | Счёт в финале |
| -- | ----------- | --------------------------------- | -------- | ----------------- | ------------------------------ | ------------- |
| 1. | 29 мая 1995 | Открытый чемпионат Франции, Париж | Грунт    | Никлас Култи      | Паул Хархёйс Якко Элтинг       | 7-6, 4-6, 1-6 |
| 2. | 7 июл 1997  | Открытый чемпионат Швеции, Бостад | Грунт    | Магнус Густафссон | Никлас Култи Микаэль Тиллстрём | 0-6, 3-6      |

### Командные турниры (3)

#### Победы (3)
| №  | Год  | Турнир               | Команда                                                | Соперник в финале                                            | Счёт в финале |
| -- | ---- | -------------------- | ------------------------------------------------------ | ------------------------------------------------------------ | ------------- |
| 1. | 1994 | Кубок Дэвиса         | Швеция Я. Апелль, Й. Бьоркман, М. Ларссон, С. Эдберг   | Россия А. Волков, Е. Кафельников, А. Ольховский, А. Черкасов | 4-1           |
| 2. | 1995 | Командный Кубок мира | Швеция · Я. Апелль, Й. Бьоркман, М. Ларссон, С. Эдберг | Хорватия · Г. Иванишевич, С. Хиршзон                         | 2-1           |
| 3. | 1997 | Кубок Дэвиса         | Швеция Й. Бьоркман, М. Ларссон, Н. Култи, Т. Энквист   | США Т. Мартин, П. Сампрас, Дж. Старк, М. Чанг                | 5-0           |